# Jesus, Guds Son, du ljus i mitt inre
Jesus, Guds Son, du ljus i mitt inre (franska: Jésus le Christ, lumière intérieure) är en fransk psalm från kommuniteten i Taizé. Text är skriven kyrkofadern Augustinus (354–430). Sången sammanställdes 1992 av kommuniteten i Taizé och musik skrevs samma år av Jacques Berthier vid kommuniteten i Taizé. Texten bygger på Johannesevangeliet 8:12 och Första Johannesbrevet 4:16.

## Publicerad i
- Verbums psalmbokstillägg 2003 som nummer 781 under rubriken "Att leva av tro: Vaksamhet - kamp - prövning".[1]
- Psalmer och Sånger 1987 som nummer 840 under rubriken "Att leva av tro - Vaksamhet - kamp - prövning".[2]
- Ung psalm 2006 som nummer 233 under rubriken "Håll om mig – tårar, tröst och vila".[3]
- Sånger från Taizé (2006) som nummer 57.[1]